# 3 de desembre
El 3 de desembre és el tres-cents trenta-setè dia de l'any del calendari gregorià i el tres-cents trenta-vuitè en els anys de traspàs. Queden 28 dies per que s'acabi l'any.

## Esdeveniments
Països Catalans
- 1842, Barcelona: per sufocar una revolta popular, l'exèrcit espanyol, comandat pel general Espartero, bombardeja la ciutat des del castell de Montjuïc.
- 1899, Barcelona: un grup d'estudiants funda la Institució Catalana d'Història Natural, actualment (novembre del 2004) filial de l'Institut d'Estudis Catalans.
- 1965, Girona: Són aprovades en Consell de Ministres les obres de canalització del riu Onyar, al seu pas per Girona.[1]
- 1991, Barcelona: s'inaugura l'escultura A Lluís Millet, de l'artista Josep Salvadó Jassans ubicada davant del Palau de la Música Catalana.[2]
- 2022, Sant Andreu de Palomar, Barcelona: queda fora de servei l'antiga estació de Sant Andreu Comtal, que, estant 168 anys en servei, havia esdevingut l'estació ferroviària més antiga en servei de Catalunya.[3]

Resta del món
- 1800, Hohenlinden, Baviera, Alemanya: l'exèrcit de la Primera República Francesa guanya de manera decisiva la batalla de Hohenlinden contra les forces d'Àustria i de l'electorat de Baviera.
- 1967, Ciutat del Cap, Sud-àfrica: Christiaan Barnard fa el primer trasplantament de cor entre humans amb èxit.[4]
- 1984, Divisió de Bhopal, l'Índia: s'hi esdevé el desastre de Bhopal, en què hi ha una fuita d'isocianat de metil a l'empresa de pesticides Union Carbide i moren més de 20.000 persones. L'empresa no es fa responsable dels danys.

## Naixements
Països Catalans

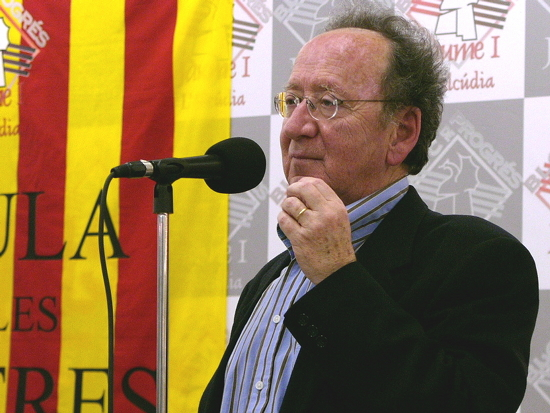
Joan Francesc Mira

- 1628, Verdú, l'Urgell: Joan Prim i Segarra, compositor i organista català
- 1729, Olot, la Garrotxa: Antoni Soler i Ramos, compositor i organista català
- 1833, Barcelona: Francisca Soler de Ros, popularment Paca Soler, primera actriu catalana[5]
- 1899, Barcelona: Noel Clarasó i Serrat, escriptor català.
- 1917, València: Angelina Alòs i Tormo, ceramista catalana[6]
- 1936, Bonn, Tercer Reich: Max Cahner, editor, polític i historiador de la literatura catalana

- 1939, València: Joan Francesc Mira, escriptor, antropòleg i sociòleg valencià.

- 1954, Logronyo: Anna Montero i Bosch, poeta i traductora valenciana.[7]
- 1955, Ripoll: Dolores Serrat Moré, política espanyola, inventora del «lapao».[8]
- 1956, Barcelona: Mireia Ros, actriu, productora i directora catalana de cinema, teatre i televisió.[9]
- 1965, Barcelona, Barcelonès: Miquel Illescas i Córdoba, jugador d'escacs català.
- 1968, Manresa: Mireia Pintó, mezzosoprano i cantant d'òpera catalana.[10]
- 1975, Sagunt, Camp de Morvedre: Teresa Garcia i Muñoz, enginyera i política valenciana.[11]

Resta del món
- 1596, Cremona, Itàlia: Nicolò Amati, constructor de violins italià
- 1842, Dunstable: Ellen Swallow Richards, enginyera industrial i química ambiental dels Estats Units [12]
- 1857, Berdychiv, Imperi Rus: Joseph Conrad, escriptor de pares polonesos nacionalitzat britànic[13]
- 1883, Mittersill, Àustria: Anton Webern, compositor austríac
- 1886, Örebro, Suècia: Manne Siegbahn, físic suec, Premi Nobel de Física de 1924
- 1895, Viena: Anna Freud, psicoanalista, fundadora de la psicoanàlisi en els nadons[14]
- 1898, Berlín: Dörte Helm, artista alemanya, membre de la Bauhaus[15]
- 1900, Viena, Imperi austrohongarès: Richard Kuhn, químic austríac, Premi Nobel de Química de 1938
- 1911, Milà: Nino Rota, compositor italià.
- 1924
  - Viena, Àustria: Edwin Salpeter, astrofísic.[16]
  - Filadèlfia (Pennsilvània): John W. Backus, informàtic estatunidenc.
- 1930, París, França: Jean-Luc Godard, ex-crític i director de cinema franco-suís.[17]
- 1933, Amsterdam, Països Baixos: Paul Jozef Crutzen, químic neerlandès, Premi Nobel de Química de l'any 1995.
- 1942, Wuppertal: Alice Schwarzer, periodista, escriptora i editora alemanya, figura històrica del feminisme alemany.[18]
- 1949, Montevideo: Lilián Celiberti, mestra i feminista uruguaiana.[19]
- 1951, Madrid, Mercedes Cabrera, política, politòloga, historiadora i professora universitària espanyola, Ministra d'Educació, Política Social i Esports d'Espanya entre 2006 i 2009.[20]
- 1953, Fort-de-France, Martinica: Patrick Chamoiseau, escriptor francès, Premi Goncourt 1992.[21]
- 1956 - Skaryszew, Polònia: Ewa Kopacz, metgessa i política polonesa que ha estat primera ministra de Polònia i eurodiputada.[22]
- 1960 - 
  - Chicago: Daryl Hannah, actriu estatunidenca.[23]
  - Fort Bragg, Carolina del Nord: Julie Anne Smith, més coneguda com a Julianne Moore, actriu estatunidenca.[24]
- 1970, Woodstock, Nova York: Amy Helm, cantautora nord-americana.[25]
- 1971 - 
  - Sundsvall: Kristina Sandberg, novel·lista sueca.[26]
  - Cospicua: Simone Inguanez, escriptora i poetessa de Malta, que escriu els seus poemes en llengua maltesa.[27]
- 1980, Sarajevo: Zlata Filipovic, escriptora bosniana, autora d'El diari de Zlata.[28]
- 1985 - 
  - Berlín, Alemanya Occidental: Sıla Şahin, actriu alemanya.
  - Toluca, Mèxic: Margarita Hernández Flores, corredora de llarga distància i maratoniana mexicana.[29]
  - Allentown, EUA: Amanda Seyfried, actriu i cantant estatunidenca.
  - Gaza, Palestina: Faris Odeh, nen palestí que va esdevenir un símbol popular a causa d'una cèlebre fotografia, feta durant la Segona Intifada, on se'l veu llançant una pedra a un tanc israelià[30]
- 1988, Dourados, Mato Grosso do Sul, Brasil: Keirrison de Souza Carneiro, futbolista brasiler.
- 1995, Uccle, Bèlgica: Angèle, cantautora i instrumentista belga francòfona.[31]

## Necrològiques
Països Catalans
- 1923, París: Roseta Mauri i Segura, ballarina catalana, musa i inspiradora de molts artistes impressionistes [32]
- 1933, Sabadell: Filomena Fournols i Bayard, pintora catalana.[33]
- 1956, Montuïri, Mallorca: Catalina Pocoví Mayol, glosadora i pagesa mallorquina.[34]
- 1959, Cala Major, Palma: Maria Mayol i Colom, escriptora, pedagoga, política i activista cultural mallorquina [35]
- 1967, Barcelona: Agustí Esclasans i Folch, escriptor i poeta català
- 1971, Madrid: Rafael Rivelles Guillem, actor valencià
- 1980, Barcelona: María Cora Muñoz Raga –Cora Raga–, mezzosoprano valenciana[36]
- 1993, Elx: Francisca Vázquez Gonzálvez –Frasquita–, dirigent socialista valenciana[37]
- 1994, Madrid: Víctor d'Ors i Pérez-Peix, arquitecte i urbanista[38]
- 1996, Barcelona: Joaquim Ventalló i Vergés, periodista, polític, traductor, poeta i publicista català.

Resta del món
- 1763 - Carl August Thielo, compositor danès del Barroc.
- 1894, Upolu, Samoa: Robert Louis Stevenson, escriptor escocès (44 anys).[39]
- 1919, Llemotges, Occitània: Pierre-Auguste Renoir, pintor francès (78 anys).[40]
- 1937, Balatonszárszó, Hongria: Attila József, poeta hongarès[41]
- 1938, Milà: Antonia Pozzi, poeta italiana[42]
- 1942, Sant Amanç-Talenda, Alvèrnia: Blanca Selva i Henry, pianista, pedagoga, musicòloga, escriptora i compositora[43]
- 1949, Los Angeles, Califòrnia, Estats Units: Maria Uspénskaia , actriu de cinema russa.
- 1964, Madrid: Elisa Soriano Fisher, oftalmòloga i mestra espanyola, figura destacada del feminisme associatiu[44]
- 1972, Madrid: Pura Maortua, directora teatral espanyola[45]
- 2000, Chicago: Gwendolyn Brooks, escriptora i professora estatunidenca, guanyadora del Premi Pulitzer del 1917[46]
- 2003, Madrid: Dulce Chacón, escriptora en espanyol.
- 2009, Little Humby, Regne Unit: Richard Todd, actor anglès.[47]
- 2015, Ciutat de Mèxic: Juan María Alponte, periodista, catedràtic i historiador espanyol, nacionalitzat mexicà.
- 2021, Ankara, Turquia: Güldal Akşit, política turca

## Festes i commemoracions
- Dia Internacional de l'Èuscar[48]
- Dia internacional dels discapacitats
- Diada de Navarra
- Sants: Sofonies, profeta; Francesc Xavier; Claudi, Hilària, Jasó i Maure, màrtirs; Luci de Britànnia, rei britó llegendari; venerable Ponç Carbonell, franciscà.